# Богетсай
Богетсай (каз. Бөгетсай) — село в Хромтауском районе Актюбинской области Казахстана. Административный центр Богетсайского сельского округа. Находится примерно в 49 км к востоку от центра города Хромтау. Код КАТО — 156035100.

## Население
В 1999 году население села составляло 1653 человека (814 мужчин и 839 женщин). По данным переписи 2009 года, в селе проживали 1354 человека (643 мужчины и 711 женщин).